# The Year of Hibernation
The Year of Hibernation est le premier album de l'artiste Trevor Powers sous son nom de scène Youth Lagoon, sorti le 27 septembre 2011. 

## Présentation
Les chansons parlent principalement des problèmes d'anxiété que Powers a rencontrés durant l'écriture de l'album : peur, tensions, conflits personnels et peines de cœur.

## Titre des compositions
1. Posters - 3:51
2. Cannons - 3:44
3. Afternoon - 4:10
4. 17 - 3:56
5. July - 4:46
6. Daydream - 5:19
7. Montana - 4:35
8. The Hunt - 4:26
9. Bobby - 3:22 (bonus)
10. Ghost to Me - 4:08 (bonus)

## Musiciens
- Trevor Powers − Composition, production, chant, claviers
- Eric Eastman − guitare
- Trevor Shultz − basse
- Jeremy Park − Percussions, production